# Črešnjice pri Cerkljah
Črešnjice pri Cerkljah – wieś w Słowenii, w gminie Brežice. W 2018 roku liczyła 233 mieszkańców.